# Macroagelaius subalaris
La cocha de Soatá (Macroagelaius subalaris), también denominada chango colombiano, chango de montaña, tordo montañero o moriche montañés, es una especie de ave paseriforme de la familia Icteridae endémica de los Andes colombianos

## Distribución y hábitat
Es endémico de la cordillera oriental de los Andes de Colombia. Vive en el bosque de montaña con abundancia de robles (Quercus humboldtii), en elevaciones entre los 2.500 y 2.900 m de altitud. Recientemente solamente ha sido observado en áreas restringidas de los departamentos de Santander, Boyacá, Norte de Santander y Cundinamarca.

## Descripción
Mide 30 cm de longitud. Su plumaje es negro azulado opaco con las terciarias por el lado posterior de las alas o zona axilar de color castaño rufo. Pico cónico negro. Su canto suena tirititiuu, tirititiuu, tirititiuu, con un rango de frecuencia entre 8 y 10 kHz.

## Alimentación
Se alimenta principalmente insectos, más frecuentemente ortópteros y coleópteros y, ocasionalmente, también consume algunas bayas, por ejemplo las de Oreopanax y Hedyosmum.
Según las notas de campo se observó que se alimentaban en la parte apical de las ramas de encenillo (Weinmannia tomentosa) en la parte apical de las plantas; además estában buscando acceder a las flores de una passiflora de forma similar a una diglossa, intentando libar entre pétalo y sépalo; adicionalmente estában comiendo bayas de agráz (Vaccinium meridionale); y también comían semillas de laurel de páramo (Morella pubescens)